# Lindita Ahmeti
Lindita Ahmeti (ur. 26 kwietnia 1973 w Prizrenie, zm. 8 kwietnia 2024 w Skopju) – poetka macedońska, pochodzenia albańskiego, siostra aktora Lurana Ahmetiego.

## Życiorys
Urodziła się w rodzinie albańskiej mieszkającej w Prizrenie, była córką pisarza Xhabira Ahmetiego. Po ukończeniu szkoły średniej w Skopju, studiowała filologię klasyczną na Wydziale Filologicznym uniwersytetu skopijskiego. Następnie wykładała literaturę antyczną na uniwersytecie w Tetowie. Była członkiem PEN Clubu w Macedonii Północnej.
Pisała utwory poetyckie po albańsku i macedońsku od początku lat 90. Wydała dziesięć tomików poezji (w tym jeden po bułgarsku). W 2013 po raz pierwszy wiersze Ahmeti ukazały się w polskim tłumaczeniu Doroty Horodyskiej. Była także tłumaczką poezji Katicy Kulawkowej na język albański.
Mieszkała w Skopju.

## Twórczość

### w języku albańskim
- 1993: Mjedra dhe bluz (Maliny i blues)
- 1996: Ishulli adular (Wyspa Adular)
- 2000: Brezi i Zonjës (Szarfa Maryji)
- 2004: Vetë përballë Erosit (Sama przed Erosem)
- 2008: Lulja Alba : poezi të zgjedhura
- 2015: Dhoma pa derën dalëse (Dom bez drzwi wyjściowych)
- 2016: Nga mështeknaja e babait me mallëngjim
- 2020: Mbrojtja e Hekubës

### w języku macedońskim
- 1998: Камена месечина (Kamienny księżyc)
- 2002: Син сон (Granatowy sen)
- 2007: Призивање во април (Wołanie w kwietniu)
- 2011: Утрешните монети (Poranne monety)

### w języku bułgarskim
- 2008: Пролетен копнеж (Wiosenna tęsknota)

## Tłumaczenia na język polski
- Pięć wierszy, przeł. Dorota Horodyska, Literatura na Świecie 2013/5-6, s.383-388.